# Rural District
Ein Rural District (deutsch Ländlicher Bezirk) war im Vereinigten Königreich und in Irland eine kommunale Verwaltungseinheit als Teil einer Grafschaft. Ihr Gebiet erstreckte sich ausschließlich auf ländliche Gegenden, während städtische Gebiete Urban Districts waren. Ebenso wie diese hatten die Rural Districts einen gewählten Rat (Rural District Council) und teilten sich die Aufgaben der Kommunalverwaltung mit dem Rat der Grafschaft (County Council).
Die Rural Districts wurden im späten 19. Jahrhundert im Vereinigten Königreich von Großbritannien und Irland eingerichtet. In der Republik Irland wurden sie bereits 1925 wieder abgeschafft und ihre Aufgaben wurden den Grafschaften übertragen. In Nordirland wurden sie 1973, ebenso wie die Urban Districts, aufgelöst und durch größere Distrikte ersetzt. In England und Wales, wo sie 1894 gebildet worden waren, wurden sie im Zuge der Kommunalreform von 1974 abgeschafft und durch neue, größere Distrikte ersetzt. Schon zuvor war die Zahl der Rural Districts durch Zusammenschlüsse deutlich gesunken.